# Volcans d'Auvergne
Ne doit pas être confondu avec Parc naturel régional des Volcans d'Auvergne.

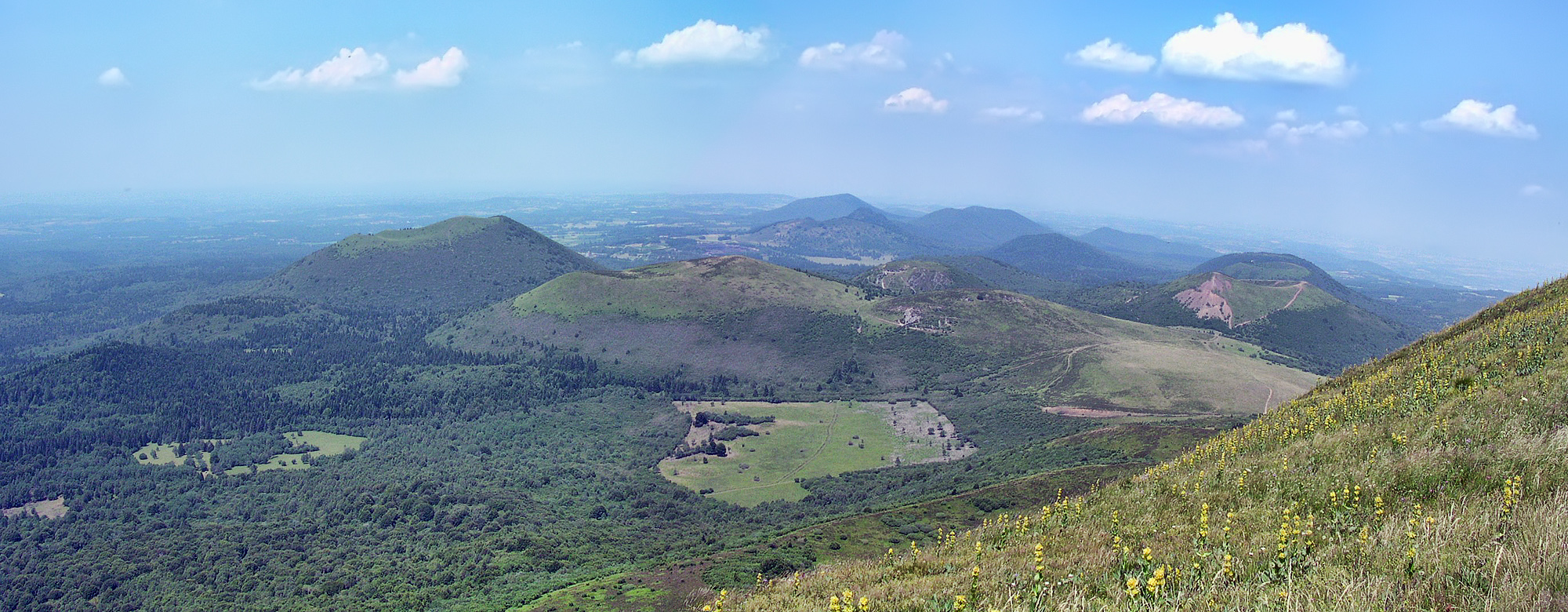
Vue sur la chaîne des Puys depuis le puy de Dôme.

Les volcans d'Auvergne sont l'alignement nord-sud de volcans d'origines et d'âges variés qui s'étendent de la chaîne des Puys au nord, au plateau de l'Aubrac au sud. Si on considère l'ancienne région Auvergne, il faut aussi y inclure les volcans du Devès, du Meygal et du massif du Mézenc (du moins ceux situés dans le département de la Haute-Loire).
Une grande partie de l'Auvergne est couverte par le Massif central, chaîne hercynienne datant de la fin du Paléozoïque qui s'étire sur presque un sixième de la surface totale de la France. C'est un plateau élevé (surrection d'une pénéplaine) entrecoupé de profondes vallées et surmonté fréquemment de reliefs volcaniques d'une grande variété de formes et d'âges.
Le volcanisme du Massif central a été actif durant les périodes Tertiaire et Quaternaire, l'âge des volcans s'étageant de 65 millions d'années pour les plus anciens à seulement 7 000 ans (voire moins) pour la chaîne des Puys.
Formant un ensemble paysager, géologique et patrimonial, le parc naturel régional des Volcans d'Auvergne comprend la chaîne des Puys, inscrite au patrimoine mondial de l'UNESCO en 2018, les monts Dore, l'Artense, le Cézallier et les monts du Cantal.

## Géologie

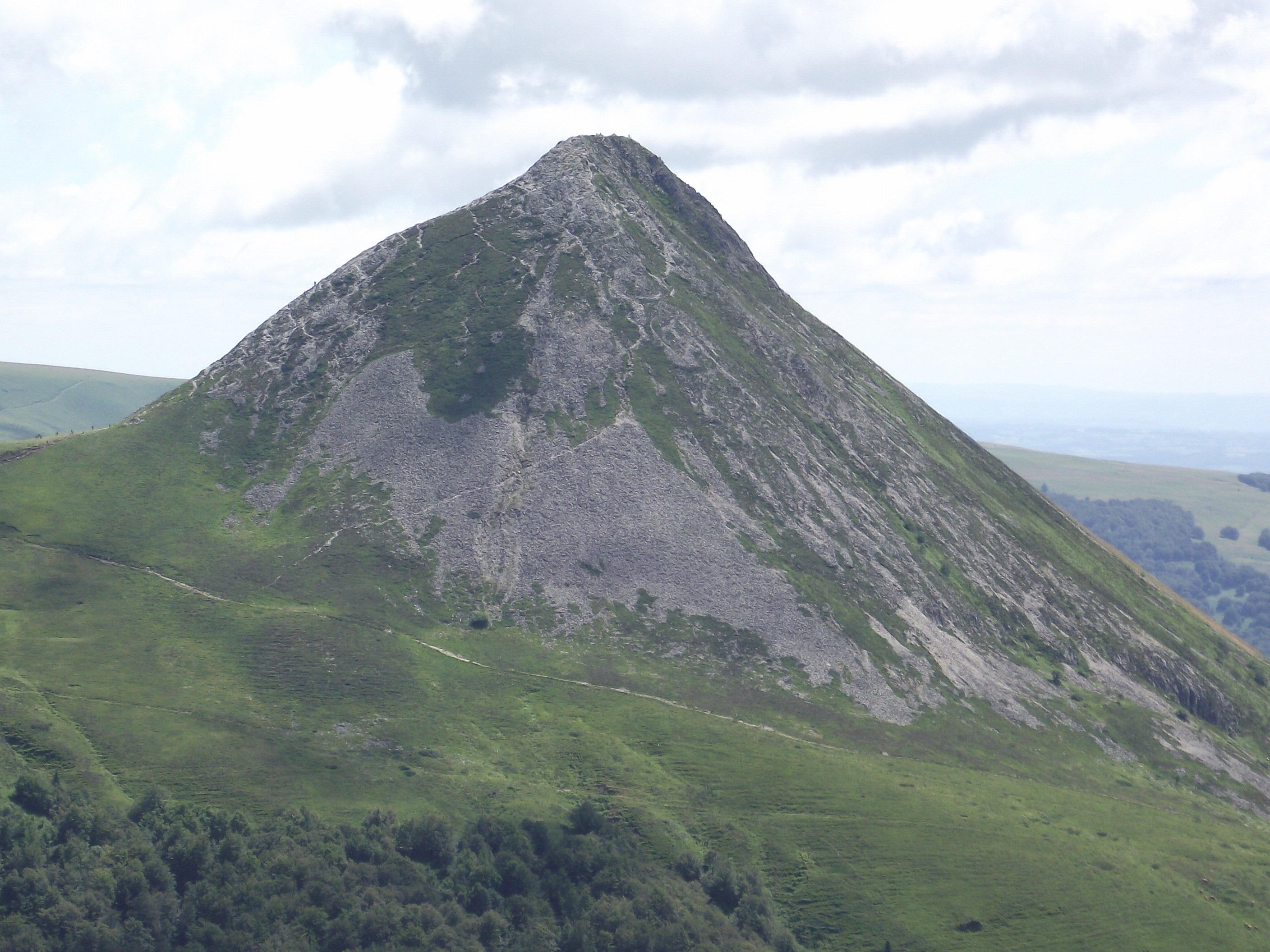
Le puy Griou dans les monts du Cantal. Cône de phonolite datant de 6 millions d'années.

Il existe en Auvergne plusieurs types de volcans très différents les uns des autres. Ainsi, les deux stratovolcans du Cantal et des monts Dore n'ont rien de commun avec les petits édifices monogéniques très récents de la chaîne des Puys et de la région de Besse-en-Chandesse et sont également très différents des grands plateaux basaltiques du Cézallier et de l'Aubrac. Les premiers se sont formés sur de longues périodes et ont une histoire et une géomorphologie complexes. Les deuxièmes sont de forme simple et sont très bien conservés car ils n'ont connu qu'une seule éruption très brève et récente. Quant aux troisièmes, ils sont issus de volcans ayant émis des laves fluides qui se sont étalées sans former de volcans bien individualisés (volcanisme de type fissural).

Une hypothèse veut que les volcans d'Auvergne soient indissociables des fossés sédimentaires tertiaires qui les bordent (Limagne) et qui sont eux-mêmes des éléments d'un grand rift fissurant toute l'Europe occidentale (on retrouve de la même façon des volcans en Allemagne associés au rift rhénan et en Bohême). Ces zones d'amincissement de la lithosphère résulteraient du choc entre les plaques africaine et eurasiatique. Le rift auvergnat serait donc un rift passif par opposition au rift actif qui a sa dynamique propre. La surrection des Alpes pourrait aussi avoir joué un rôle du fait d'une remontée asthénosphérique de magma engendrée par la formation de la racine lithosphérique de la chaîne alpine ou encore du fait de déformations lithosphériques de grande longueur d'onde (>500 km) à l'avant de cette même chaîne.

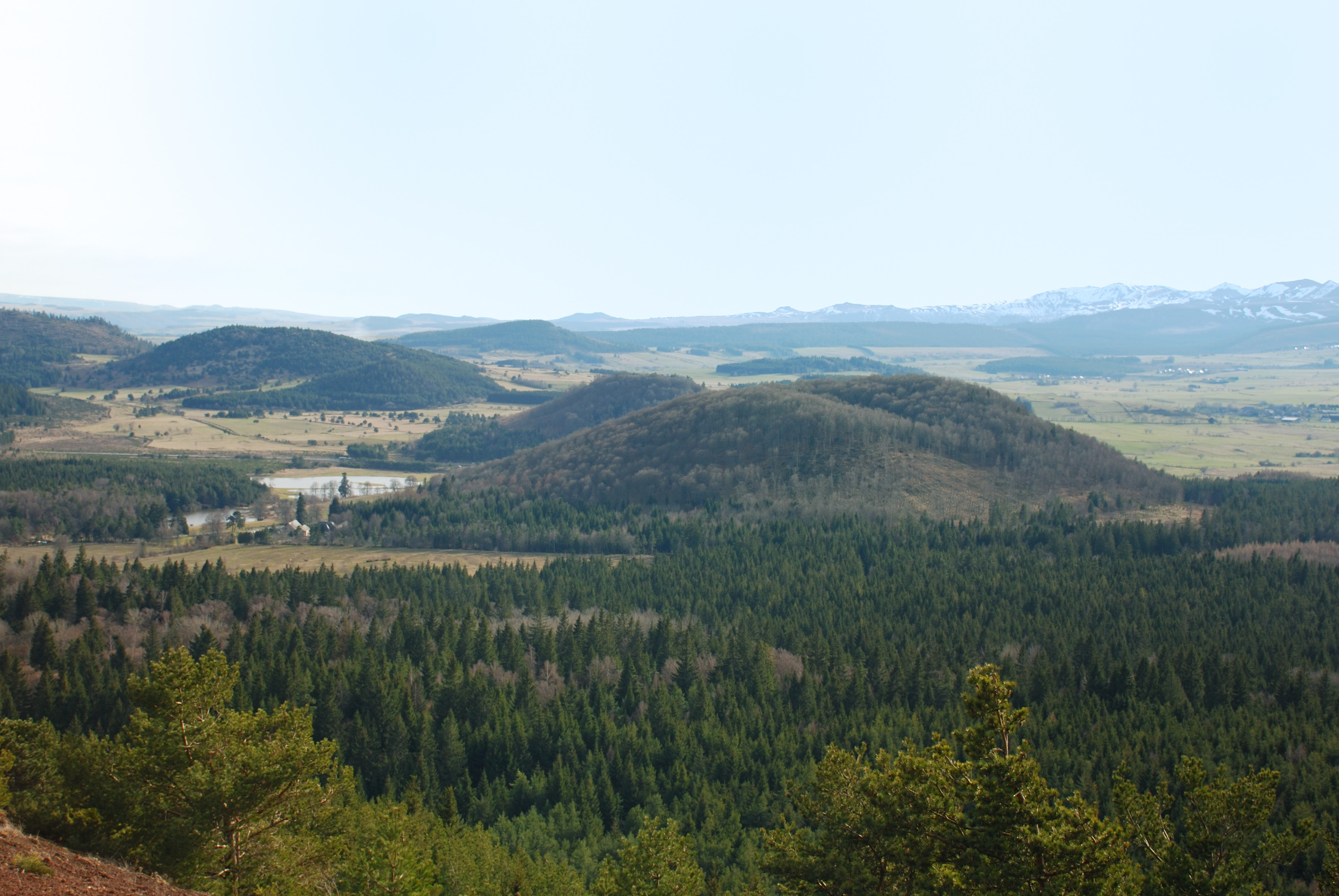
Vue du puy de Montchal (1094 m) depuis le puy de Lassolas (Puy-de-Dôme, France).

Une autre hypothèse attribue le volcanisme auvergnat à la présence d'un point chaud, caractéristique du volcanisme intraplaque, certaines mesures de tomographie sismique (qui ont mis en évidence la présence d'un diapir sous les volcans d'Auvergne) et des analyses géochimiques (présence de terres rares légères traduisant une origine profonde du magma) allant dans ce sens. Cependant, concernant ce dernier point, il est à noter que la teneur en terres rares légères des roches volcaniques est assez irrégulière (faible par exemple dans le Cantal, plus abondante ailleurs) ce qui signifie que les magmas viennent de différentes profondeurs et ne permet pas de valider à coup sûr l'hypothèse du point chaud.
Ces deux thèses ne sont cependant pas irréconciliables car ce point chaud ne pourrait être finalement que la manifestation du flux asthénosphérique qui remonte sous le Massif central et qui a été généré par la formation de la racine lithosphérique des Alpes (hypothèse déjà évoquée). Ce flux aurait provoqué une érosion thermique de la lithosphère sous le Massif central à partir du Miocène supérieur, provoquant son amincissement et la formation d'un rift directement associé au volcanisme.

## Réveil possible
La communauté des chercheurs[évasif] s'accorde à dire qu'une résurgence de l'activité volcanique est possible dans le Massif central. Certains éléments plaident en faveur de cette thèse :

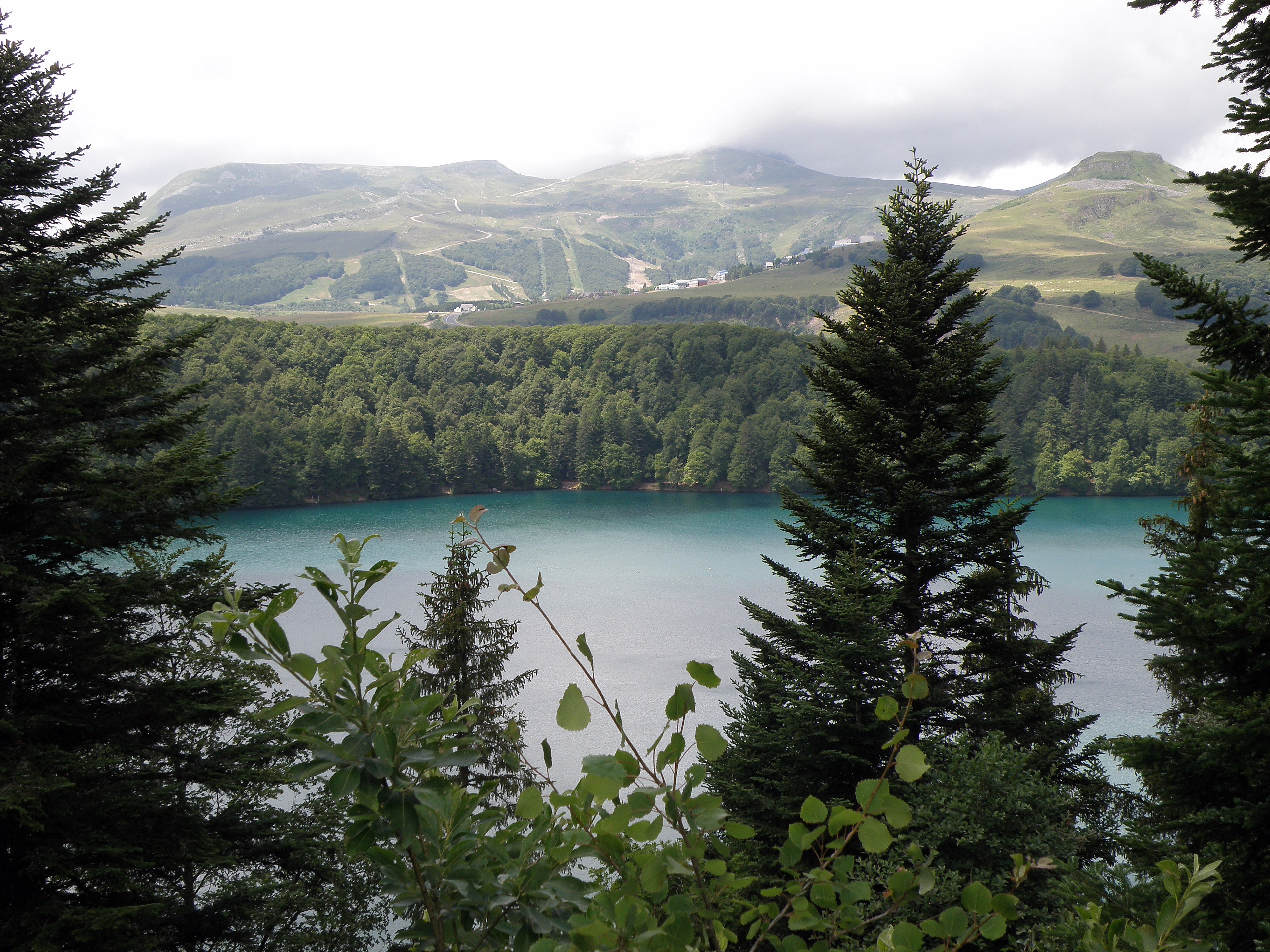
Le lac Pavin, plus récent témoignage de l'activité volcanique en France métropolitaine.

Tout d'abord, il existe des volcans très récents dans trois zones : chaîne des Puys (la dernière éruption, celle du puy de la Vache et du puy de Lassolas ne date que de 8 600 ans), région de Besse-en-Chandesse (maar du lac Pavin qui ne date que de 6 900 ans), Vivarais (séries de volcans dans le nord-ouest de l'Ardèche dont le dernier ne date que de 10 000 ans). Sachant que la chaîne des Puys a connu des périodes de sommeil plus longues que celle qui nous sépare de la dernière éruption, on ne peut la considérer comme éteinte. Il en est de même des autres zones. Ensuite, il est établi qu'il existe plusieurs anomalies géophysiques sous le Massif central, en particulier la discontinuité de Mohorovičić n'y est qu'à 20 km de profondeur (alors qu'elle est à 35 km sous Paris) et la température du manteau est à 1 300 °C à 30 km de profondeur alors que la normale est à 900 °C. Mais rien n'indique que ce panache de matière chaude soit les prémices d'éruptions prochaines, il s'agirait plutôt d'un héritage du passé, mais des remontées ponctuelles ne sont pas à exclure. Il est à noter que la zone la plus chaude s'étend du Cantal au Vivarais et ne concerne pas la chaîne des Puys.
Cependant, une étude très récente (juin 2025) réalisée à l'aide de sismographes répartis dans la chaîne des Puys et les monts Dore, révèle l'occurence de tremblements de terre appartenant à un type particulier de séisme connue sous le nom de tremblements de terre volcaniques de longue période ("Deep long period", DLP), ou tremblements de terre à basse fréquence ("Deep low frequence", DLF). Or, ce type de sismicité peut être lié à des processus actifs se produisant au sein des corps magmatiques dans le manteau le plus élevé et la croûte inférieure à moyenne, comme on l'observe dans des régions au volcanisme actif (iles Hawaï par exemple). Autrement dit, ces séismes à basse fréquence et d'origine profonde (entre 25 et 35 km) sont la preuve de la présence d'un magma sous la chaîne des Puys et au sud des monts Dore. Reste à savoir si ce magma est d'origine ancienne ou s'il est d'installation récente, ce qui signifierait dans ce dernier cas que la période de calme qu'a connue la région depuis 7 000 ans touche à sa fin.

## Liste des volcans par massif

### Chaîne des Puys

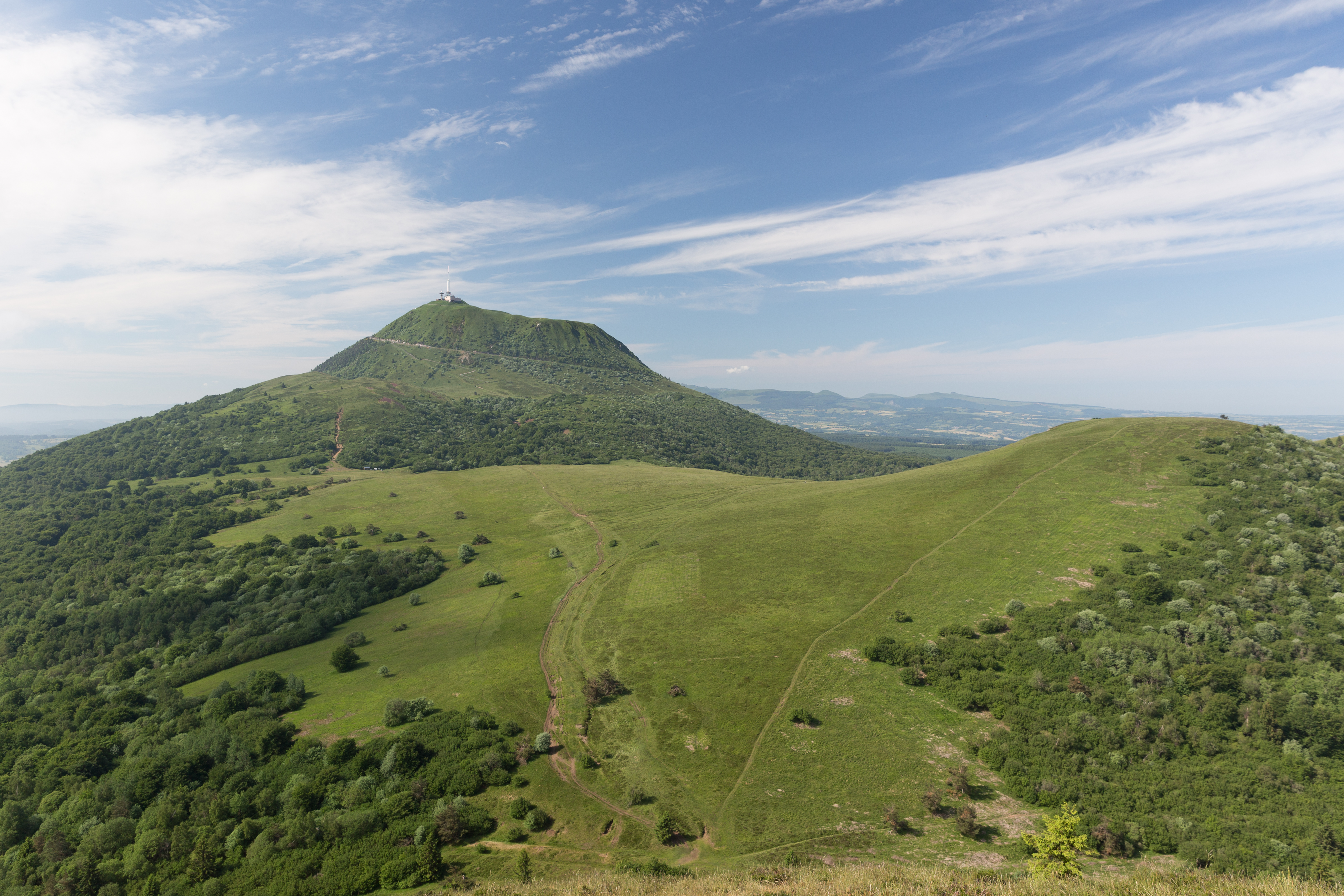
Le versant septentrional du puy de Dôme, depuis le puy Pariou.

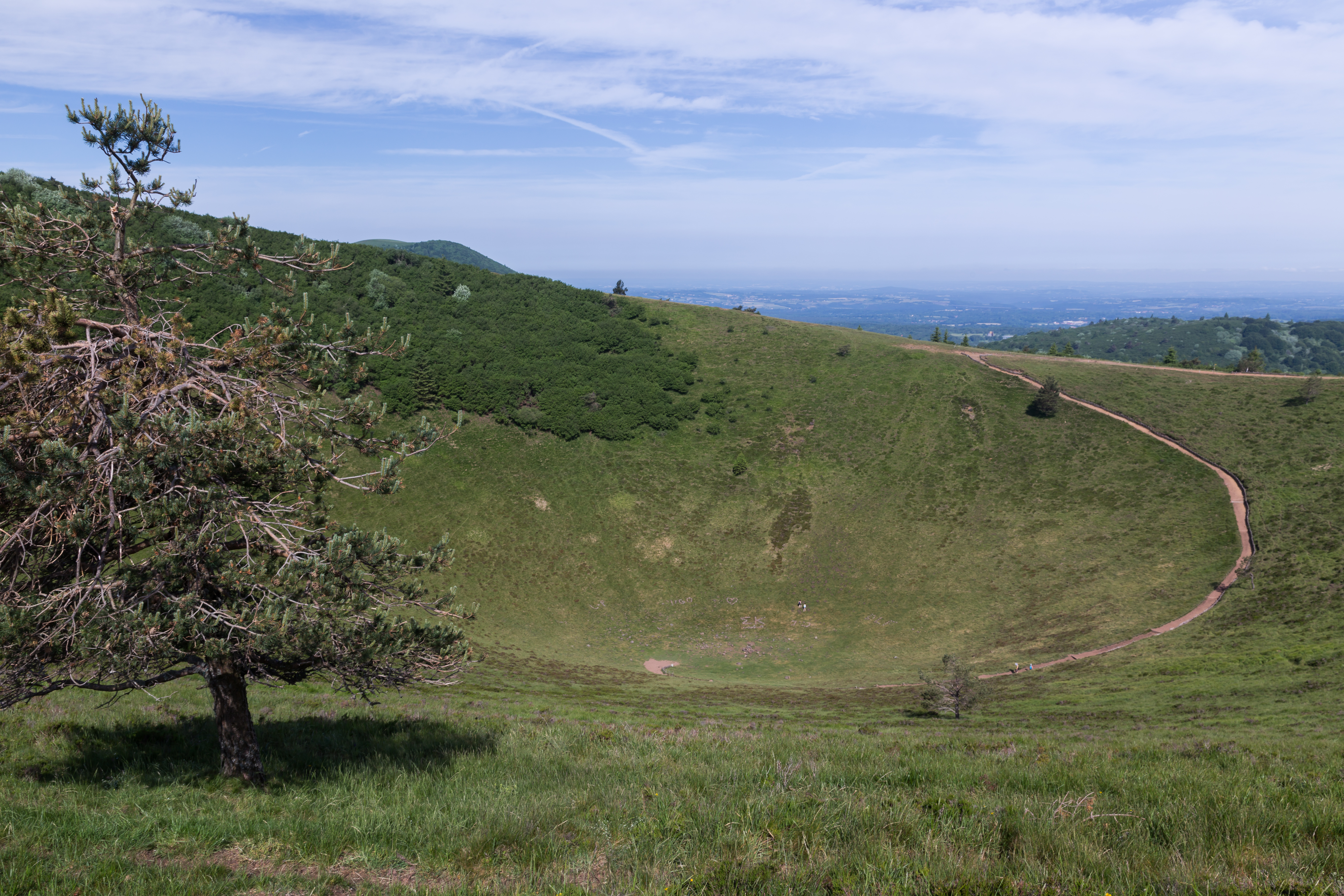
Vue est du cratère du puy Pariou.

Par ordre alphabétique :
- Le Chalard ;
- Le Cliersou ;
- Croix Mory ;
- Gour de Tazenat (maar) ;
- Grand Sarcoui ;
- Grand Suchet ;
- Le Grand Sault ;
- Le Petit Sault ;
- Montagne de Laschamps ;
- Narse d'Espinasse (maar) ;
- Petit puy de Dôme ;
- Petit Sarcoui ;
- Petit Suchet ;
- Puy Balmet ;
- Puy Chopine ;
- Puy Fillu ;
- Puy Nain ;
- Puy Pariou ;
- Puy Pelat ;
- Puy Plantas ;
- Puy de Beaune ;
- Puy de Besace ;
- Puy de Boursoux ;
- Puy de Champ Valleix ;
- Puy de Charmont ;
- Puy de Chaumont ;
- Puy de Clermont ;
- Puy de Cocuset ;
- Puy de Couleyras ;
- Puy de Côme ;
- Puy de Dôme ;
- Puy de Fraisse ;
- Puy de Gorce ;
- Puy de Grave Noire ;
- Puy de Jume ;
- Puy de Lassolas ;
- Puy de Lemptégy ;
- Puy de Louchadière ;
- Puy de Mercœur ;
- Puy de Monceau ;
- Puy de Monchier ;
- Puy de Montchal ;
- Puy de Montchar ;
- Puy de Monteillet ;
- Puy de Monténard ;
- Puy de Montgy ;
- Puy de Montiroir ;
- Puy de Montjuger ;
- Puy de Paugnat ;
- Puy de Porcherolles ;
- Puy de Pourcharet ;
- Puy de Pradet ;
- Puy de Salomon ;
- Puy de Ténuzet ;
- Puy de Tressous ;
- Puy de Verrières ;
- Puy de Vichatel ;
- Puy de l'Enfer ;
- Puy de l'Espinasse ;
- Puy de la Bannière ;
- Puy de la Combegrasse ;
- Puy de la Coquille ;
- Puy de la Gouly ;
- Puy de la Mey ;
- Puy de la Moréno ;
- Puy de la Nugère ;
- Puy de la Rodde ;
- Puy de la Toupe ;
- Puy de la Vache ;
- Puy des Goules ;
- Puy des Gouttes ;
- Puy des Grosmanaux ;
- Puy des Marais ;
- Puy du Thiolet ;
- Puy la Baneyre ;
- Puys de Barme ;
- Suc de Beaunit ;
- Suc de la Louve.

### Monts du Cantal
- Les monts du Cantal constituent un stratovolcan (le plus étendu d'Europe) démantelé par une gigantesque éruption plinienne analogue à celle du mont Saint Helens il y a environ 7 millions d'années. À la suite de cette éruption, l'activité n'a pas cessé et d'autres édifices volcaniques se sont greffés par la suite sur la structure existante, dont les sommets suivants :
- Plomb du Cantal (sommet basaltique) ;
- Puy Griou (phonolite) ;
- Puy Mary (trachyte) ;
- Puy Violent (basalte) ;
- Roc d'Hozières (phonolite).

### Massif du Cézallier
Le massif du Cézallier est le reste d'un volcan hawaïen. Son point culminant est le signal du Luguet. Le mont Chamaroux est un dôme volcanique.

### Monts Dore
- Les monts Dore constituent un stratovolcan analogue à celui du Cantal mais moins étendu et plus récent. Quatre ensembles peuvent être distingués : le massif du Sancy lui-même dont le point culminant est le puy de Sancy (1 885 m), le "massif adventif" au nord-est du Sancy (puy de l'Angle, puy de Barbier, puy de Monne, puy de la Tache), le massif de la Banne d'Ordanche (Banne d'Ordanche, puy Gros) et le massif de l'Aiguiller (point culminant : puy de l'Aiguiller). Plus au sud, en limite du Cézallier, le puy de Montcineyre et le puy de Montchal sont des cônes éruptifs.

Des traces d'éruptions phréato-magmatiques sont aussi présentes sous la forme de maars :
- Lac Chauvet (maar) ;
- Lac de Servières (maar) ;
- Lac Pavin (maar), un des volcans de France Métropolitaine les plus jeunes.

Des dykes forment des reliefs remarquables :
- Aiguille du Moine ;
- Crête de Coq ;
- Dent de la Rancune.

Deux roches de phonolite remarquables à l'entrée nord du massif :
- Roche Tuillière ;
- Roche Sanadoire.